# Kamenná Lhota (Čestín)
Kamenná Lhota (německy Stein Lhota) je malá vesnice, část obce Čestín v okrese Kutná Hora. Nachází se asi 3,5 kilometru severně od Čestína.
Kamenná Lhota leží v katastrálním území Kamenná Lhota u Čestína o rozloze 6,25 km².

## Historie
První písemná zmínka o vesnici pochází z roku 1405.

## Osobnosti
V Kamenné Lhotě se narodil politik, prvorepublikový ministr a předseda Senátu František Soukup.

## Fotogalerie

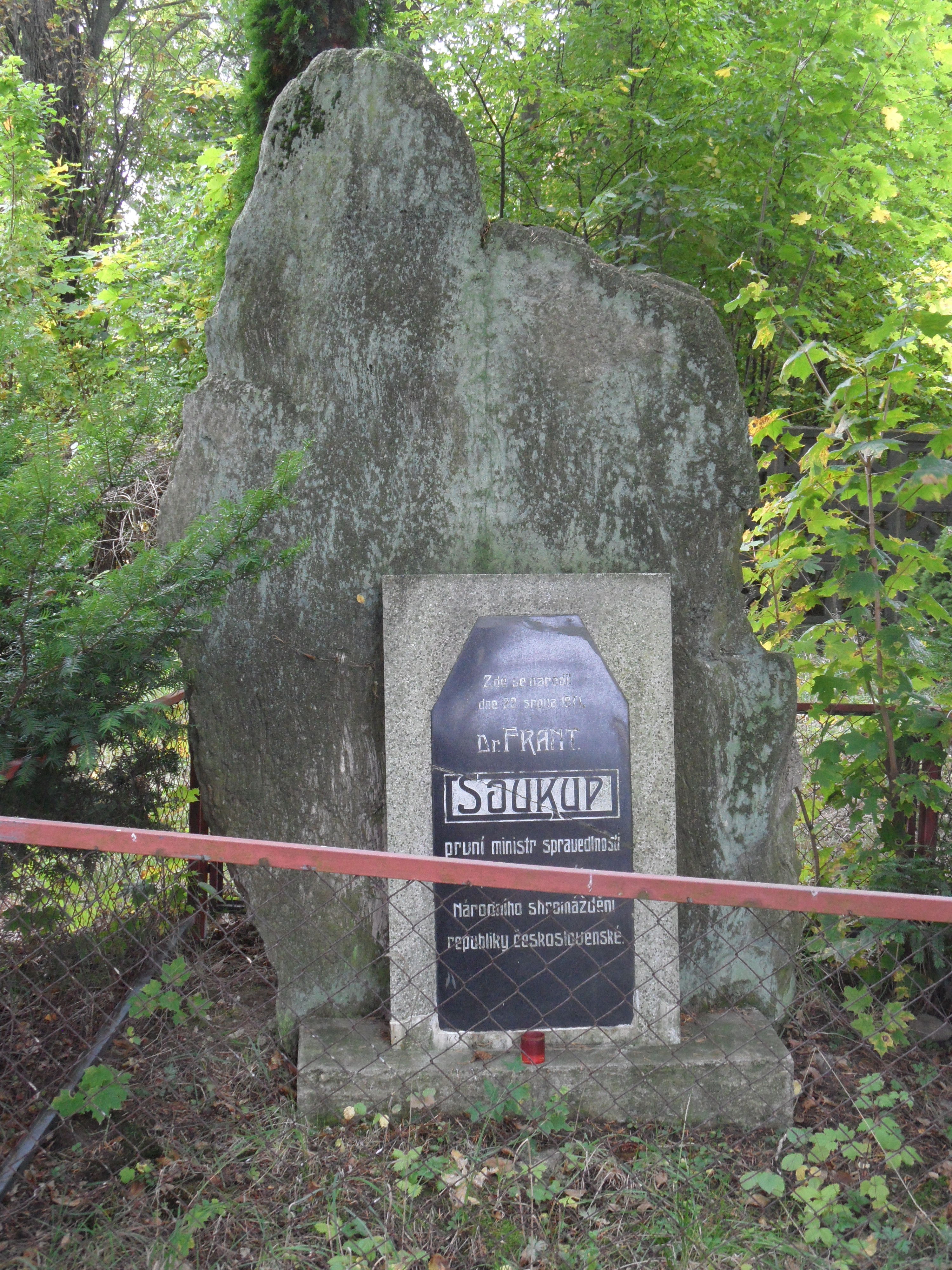
Památník JUDr. Františka Soukupa
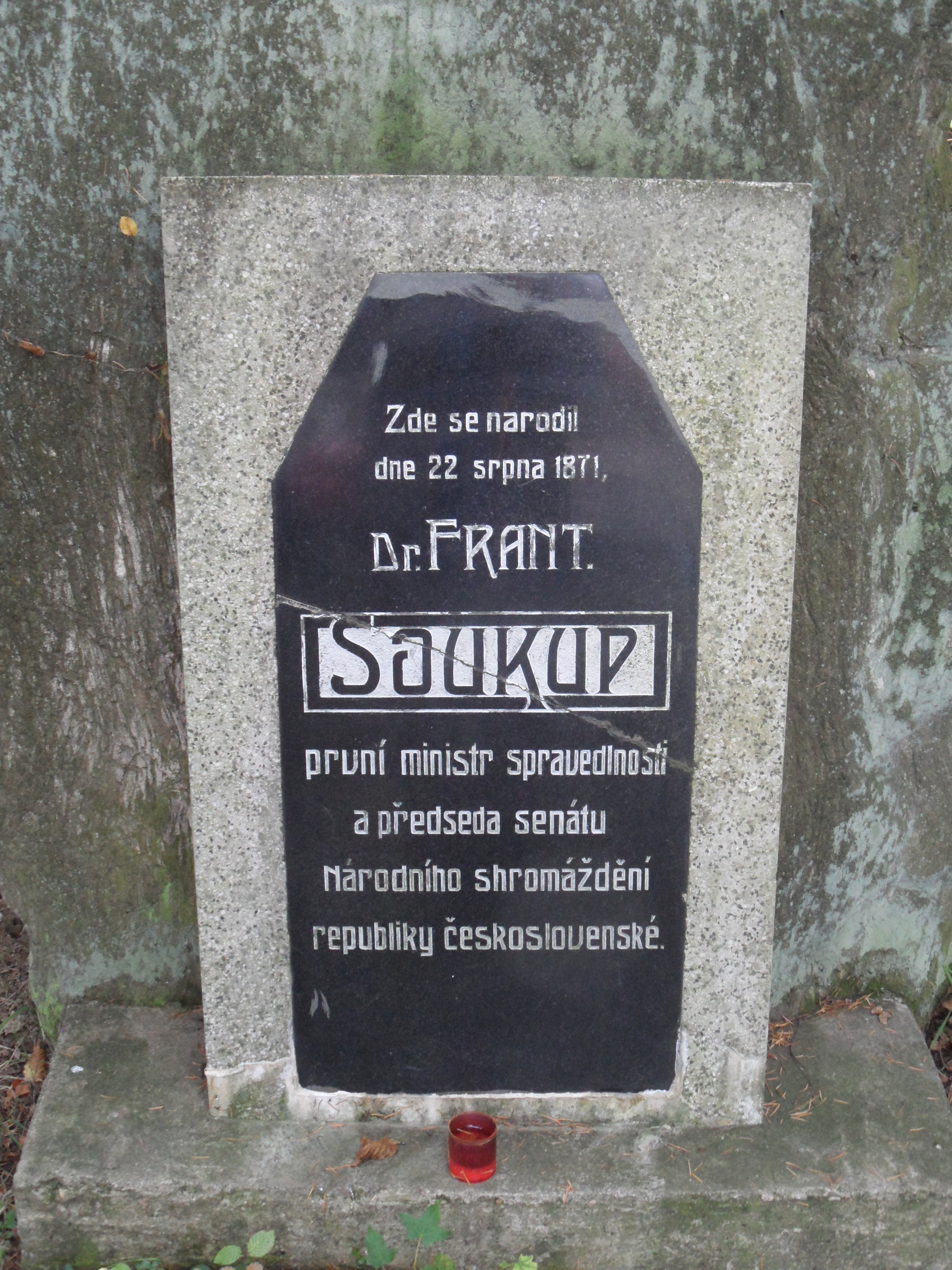
Detail památníku JUDr. Františka Soukupa
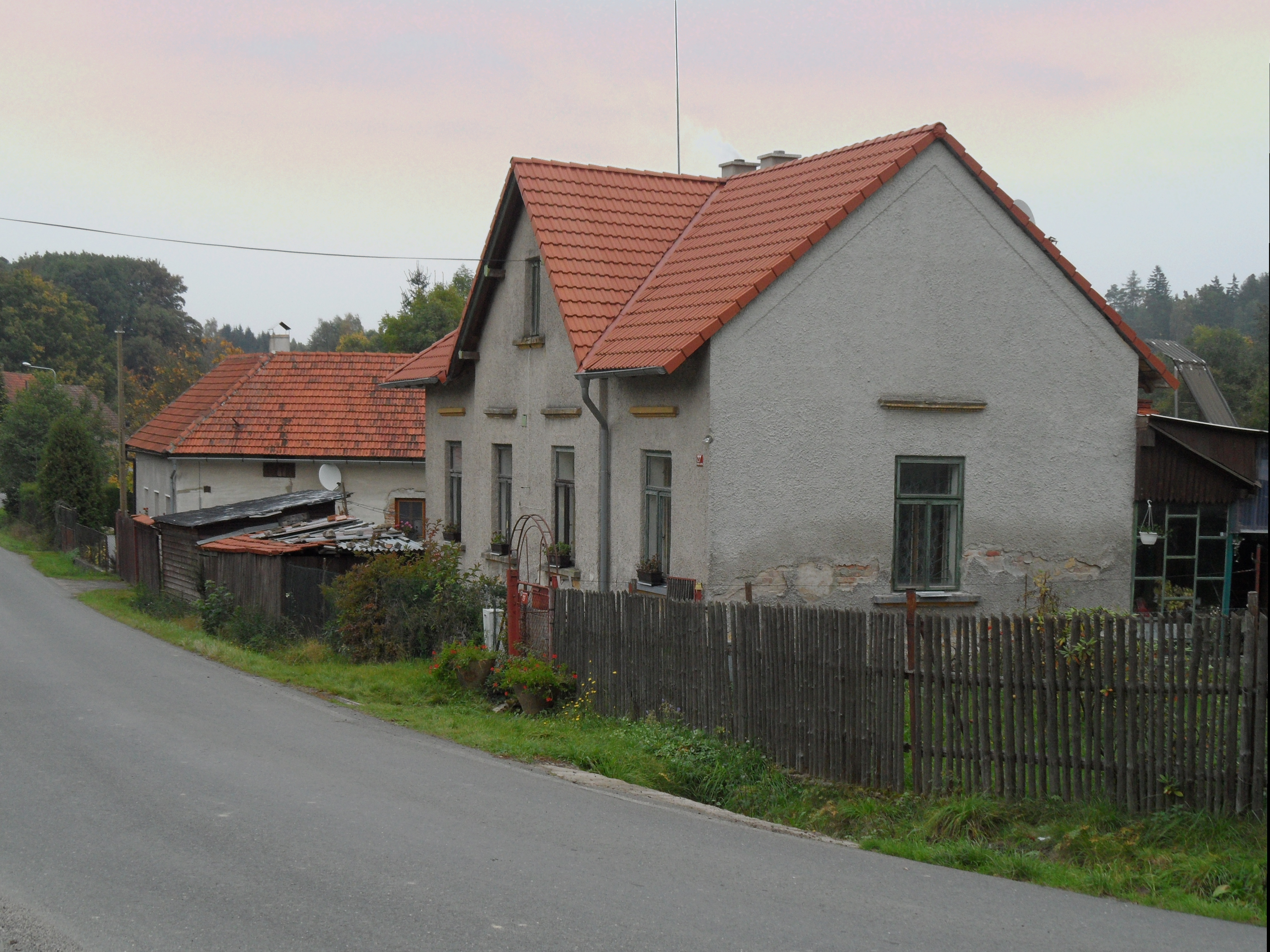
Domy u silnice na Pivnisko
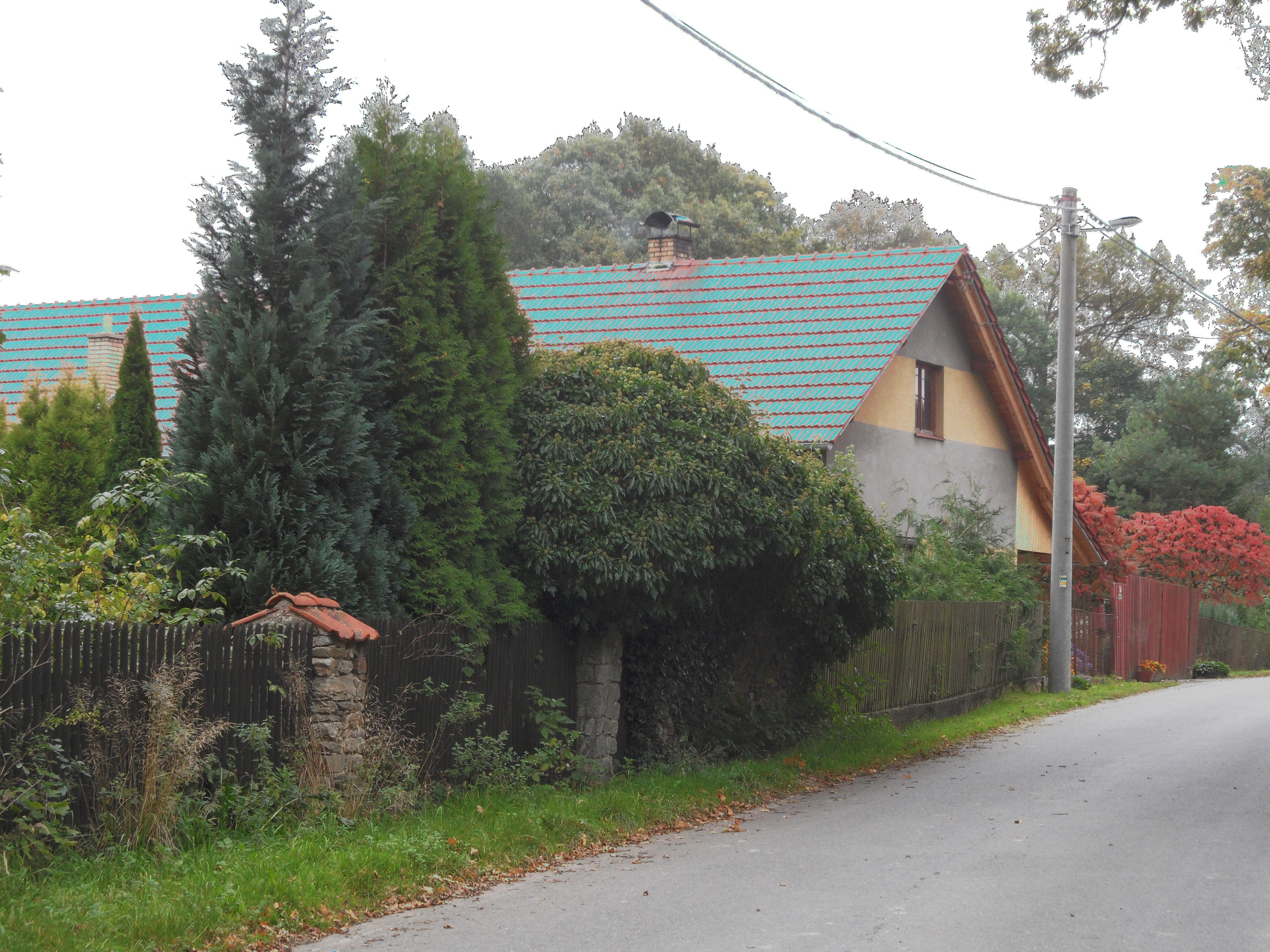
Dům u silnice na Čestín